# Maria, Hilfe der Christen (Hillenberg)

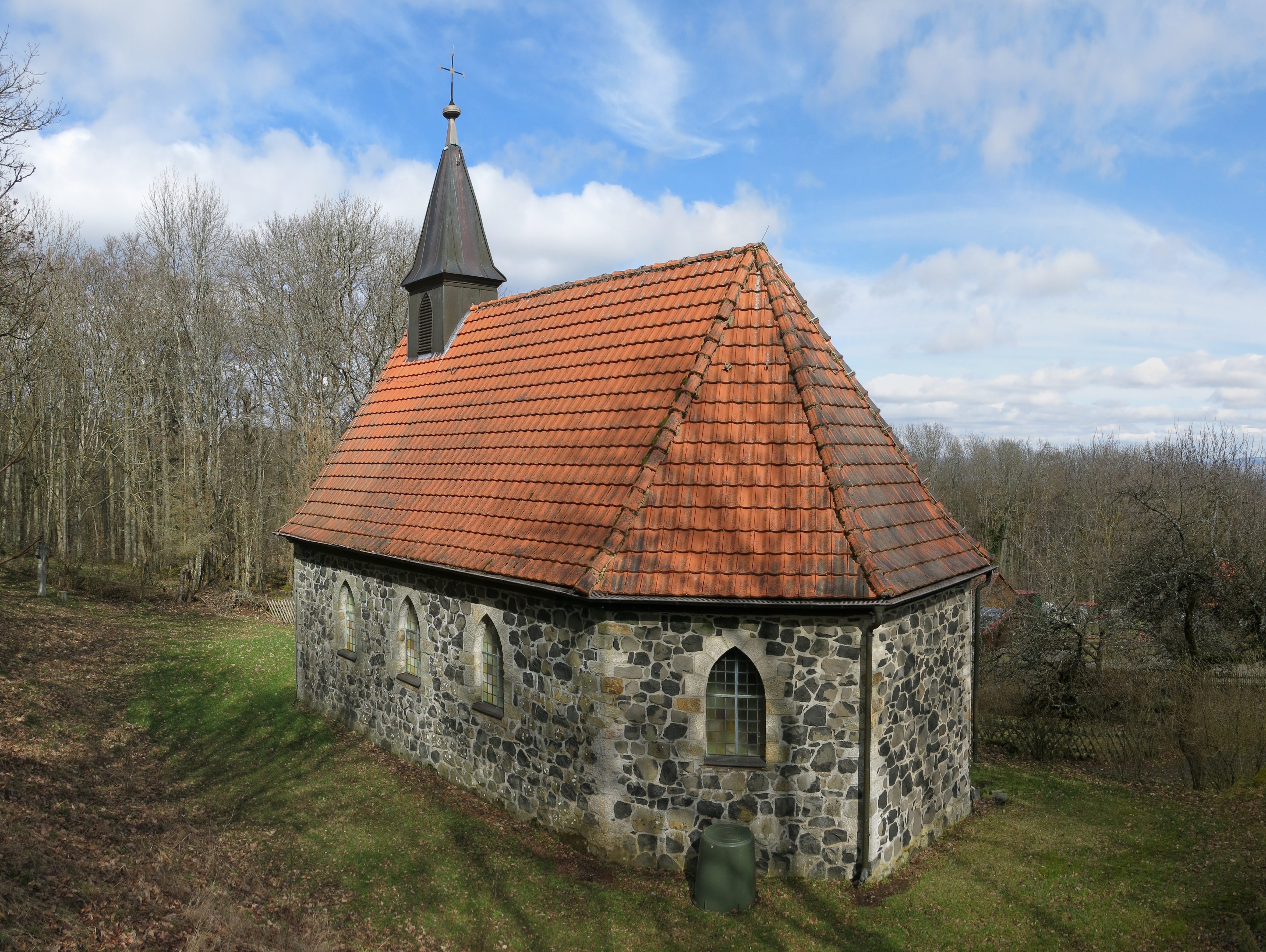
Die Kapelle in Hillenberg

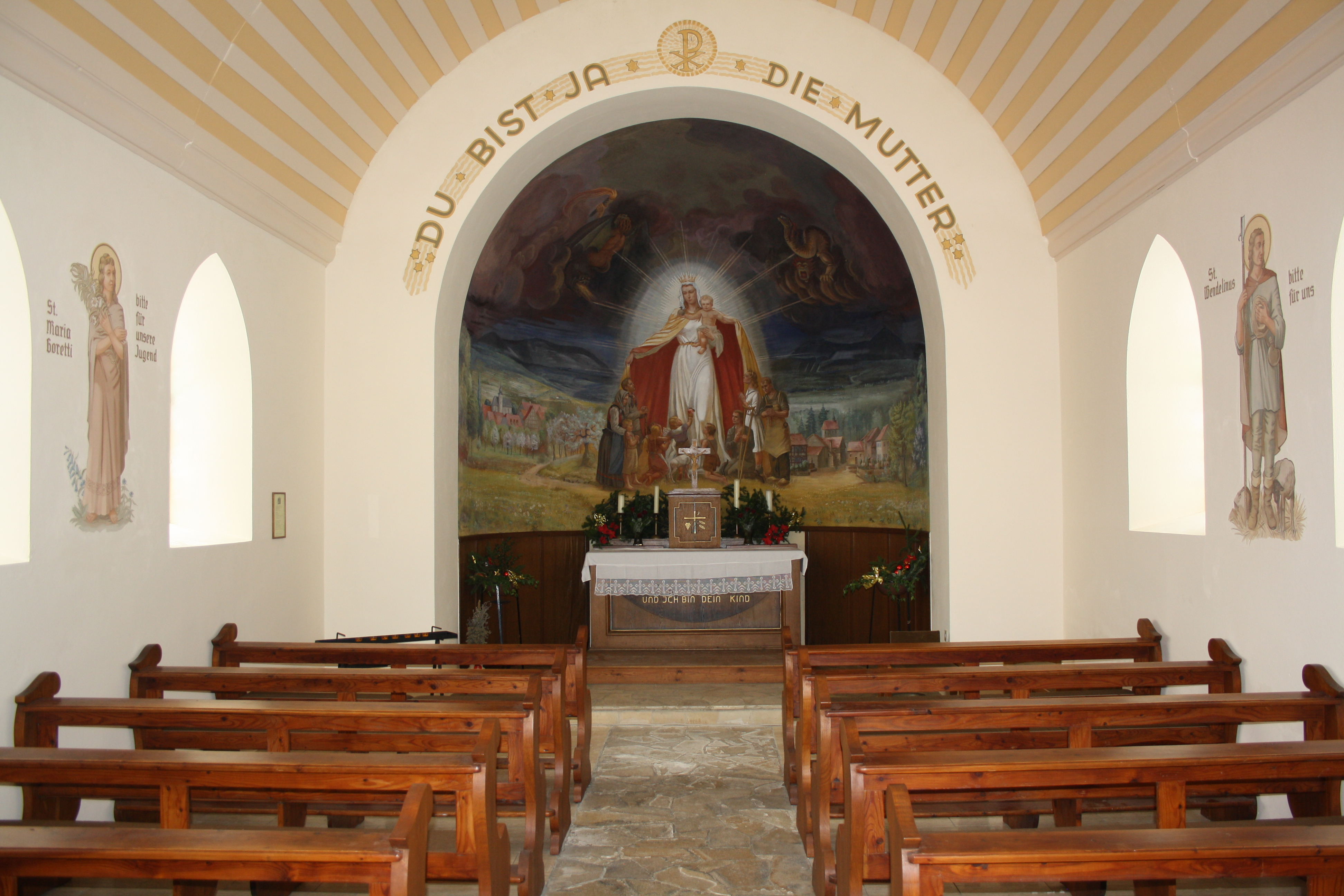
Inneres der Kapelle

Die römisch-katholische Kapelle Maria, Hilfe der Christen ist die Kapelle des Weilers Hillenberg, einem Ortsteil der Gemeinde Hausen im unterfränkischen Landkreis Rhön-Grabfeld. Die Kapelle gehört zu den Baudenkmälern von Hausen und ist unter der Nummer D-6-73-129-18 in der Bayerischen Denkmalliste registriert. Die Pfarrei Hausen ist ein Teil der Pfarreiengemeinschaft Fladungen – Nordheim vor der Rhön.

## Geschichte
Die Kapelle wurde um 1948/1950 unweit der Überreste der ehemaligen Hildenburg errichtet.

## Beschreibung
Sie ist ein einfacher Saalbau mit polygonalem Grundriss, errichtet aus Rhöner Basalt. Über dem Giebel des Langhauses mit drei Fensterachsen befindet sich ein Dachreiter. Der nach Südosten ausgerichtete Chor ist dreiseitig geschlossen. Das Langhaus hat ein Tonnengewölbe.

## Ausstattung
Schmuckstück der Kapelle ist das Gemälde der Muttergottes mit einer Darstellung des Dorfes Hausen an der Chorwand. Es ist ein Werk des Malers Alois Schiffhauer aus Melperts. Im Dachreiter hängen zwei Glocken mit den Tönen h’’ und d’’’.